# Movado
La Movado è un'azienda elvetica di orologi di lusso fondata nel 1881 a la Chaux de Fonds dal giovane orologiaio Achille Ditesheim col nome di "MOVADO", parola che significa movimento, in esperanto.